# Timurlengia
Timurlengia (che significa "di Timurleng) è un genere estinto di dinosauro teropode tirannosauroide, vissuto nel Cretaceo superiore circa 90 milioni di anni fa, in quella che oggi la Formazione Bissekty, nel Deserto di Kyzylkum, in Uzbekistan. L'unica specie ascritta a questo genere è T. euotica.

## Descrizione
Il Timurlengia era classico dinosauro teropode con i connotati di un tirannosauroide, con le dimensioni di un cavallo, con gli adulti che potevano raggiungere i 3 o 4 metri di lunghezza per un peso di circa 170-270 chilogrammi. Sebbene molti campioni dell'animale appartengano ad esemplari giovani e subadulti, l'esemplare ZIN PH 1239-1216 rappresenta un animale adulto fornendoci le esatte dimensioni dell'animale.
Durante la sua descrizione, nel 2016, i paleontologi hanno riscontrato numerosi tratti distintivi o autapomorfie, nella scatola cranica dell'olotipo. L'osso sopraoccipitale, l'osso centrale superiore della parte posteriore del cranio, presenta un processo osseo a forma di diamante che punta verso il basso ma non raggiunge il bordo superiore del foro occipitale. Il basioccipitale presenta dei tuberi basali estremamente brevi, e che raggiungono appena il condilo occipitale. La finestra ovale ed il vestibolo dell'orecchio formano una cavità imbutiforme che penetra in profondità nella zona delle orecchie e vanta una vasta uscita sulla parete laterale della scatola cranica. L'orecchio interno è molto grande e presenta dei robusti canali semicircolari .

## Classificazione
Il Timurlengia è stato classificato come appartenente alla superfamiglia dei Tyrannosauroidea, in uno stato molto primitivo e, come possibile sister taxon di Xiongguanlong. I due generi sono caratterizzati da un muso allungato, e tale caratteristica potrebbe distinguerli dagli altri tirannosauridi.
Il genere ha notevole importanza poiché dimostra in che arco di tempo i tirannosauridi abbiano aumentato la loro taglia, diventando da piccoli predatori ai grandi ipercarnivori come il Tyrannosaurus. Tuttavia non si deve supporre che il Timurlengia sia un antenato diretto del Tyrannosaurus. Il Timurlengia visse 90 milioni di anni fa, a metà del Turoniano, nei primi del Cretaceo superiore, prima dell'evoluzione dei tirannosauridi più evoluti. Prima della sua scoperta non vi era prova del passaggio dei tirannosauridi da "piccoli predatori secondari" come Dilong e Guanlong a "predatori all'apice" come Tyrannosaurus e Tarbosaurus. Il Timurlengia rivela che 90 milioni di anni fa i tirannosauridi erano ancora "piccoli predatori marginali" ma avevano già sviluppato quelle caratteristiche (vista acuta, eccellente olfatto, udito fine ecc...) che li avrebbe portati a diventare i "predatori all'apice" dei loro ecosistemi. A quanto pare i tirannosauridi si svilupparono molto rapidamente durante il Cretaceo diventando in breve enormi e potenti. Le piccole dimensioni del Timurlengia indicano che i tirannosauridi aumentarono di massa in soli 20 milioni di anni. La causa scatenante di tale crescita rimane tuttavia ignoto.
La scatola cranica del Timurlengia mostra che tirannosauridi svilupparono le loro caratteristiche sensoriali prima di aumentare le loro dimensioni, come ipotizzato da Hans-Dieter Sues, uno dei descrittori del fossile. Il cranio del Timurlengia sebbene più piccolo di quello del Tyrannosaurus, presenta un sofisticato senso dell'olfatto, dell'udito e una vista acuta. È interessante notare come i tirannosauridi stessero cominciando a sviluppare tali abilità proprio mentre i carnosauri stavano cominciando ad estinguersi liberando una nicchia ecologica di superpredatore che verrà poi occupata proprio dai tirannosauridi. Il cranio del Timurlengia era però meno pneumatizzato rispetto a quello dei tirannosauridi più grandi; l'aumento dei spazi aerei nel cranio che caratterizzeranno le forme più evolute, porterà i tirannosauridi ad avere un cranio più leggere pur conservando un ottimo olfatto.

## Storia dell scoperta
Già nel 1944, alcune ossa non descritte di tirannosauroide vennero alla luce dalla Formazione Bissekty, grazie ad alcuni ricercatori sovietici e russi. Nel 2004 un team scoprì una parte della scatola cranica, dove sarebbero ancorati i muscoli del collo e che proteggeva i canali cerebrali e l'orecchio interno dell'animale. La scatola cranica fu conservata in una scatola di cartone, presso l'Istituto Zoologico dell'Accademia Russa delle Scienze, finché l'esperto di tirannosauri, Steve Brusatte identificò il fossile come una nuova specie, nel 2014.
Nel 2016, Stephen Louis Brusatte, Alexander Averianov, Hans-Dieter Sues , Amy Muir e Ian B. Butler descrissero formalmente il fossile, ribattezzandolo Timurlengia euotica. Il nome generico prende il nome da Timurleng, fondatore dell'Impero timuride, in Asia centrale. Il nome specifico euotica deriva dal greco e significa "ben orecchiuto", poiché delle dettagliate CAT-scans hanno dimostrato che il Timurlengia possedeva un ottimo udito capace di captare anche i suoni a bassa frequenza.
L'olotipo, ZIN PH 1146-1116, è costituito dalla sopracitata scatola cranica. In seguito sono state riassegnate e scoperte numerose altre ossa, alcune delle quali ridescritte nel 2012. Tra queste, vi sono gli esemplari ZIN PH 854/16: costituito dalla metà destra della una scatola cranica; ZIN PH 676/16: una mascella parziale; ZIN PH 2330/16: un osso frontale sinistro; ZIN PH 2296/16: un quadrato di sinistro; ZIN PH 15/16: un pezzo di un dentario destro; ZIN PH 671/16: una vertebra del collo anteriore; USNM 538131: una vertebra del collo posteriore; USNM 538.132: l'arco neurale frontale posteriore di una vertebra; CCMGE 432/12457: una vertebra cervicale; ZIN PH 951/16: una vertebra caudale anteriore; ZIN PH 120/16: una vertebra caudale centrale; ZIN PH 120/16: una vertebra caudale inferire; ZINPH 619/16 e USNM 538.167: un artiglio. Alcuni di questi fossili erano stati originariamente assegnati ad altri generi, ma oggi si sa che il Timurlengia era l'unico tirannosauroide della Formazione Bissekty.

## Paleobiologia
Il Timurlengia era probabilmente un cacciatore opportunista che si cibava sia di prede vive sia di carogne, in quanto i suoi denti erano adatti a lama era perfetti per affettare e strappare la carne. La robustezza dei canali semicircolari dell'orecchio interno, indicano un forte equilibrio e una maggiore agilità. Inoltre, la lunga coclea del Timurlengia, sommata all'altezza del labirinto osseo dell'orecchio interno, indica che l'animale poteva percepire e immettere suoni a bassa frequenza, forse usati per comunicare con gli altri esemplari della sua specie.